# エルフ・エージェンシー
株式会社エルフ・エージェンシー（英名：ELF agency）は、テレビ番組の制作やイベント・ショーの企画・制作のキャスティングを持つ制作プロダクションである。化粧品通信販売会社のヴァーナルと親密関係にある。

## 主な制作協力番組
※いずれも過去の放映番組
- いつでも笑みを!（関西テレビ）
- 美律子・富美男の歌☆夢物語（テレビ大阪）
- オレ達のWell歌夢（テレビ東京）
- 神田川道場（テレビ大阪）
- 神田川塾（テレビ大阪）
- 素敵にシンプルライフ（テレビ大阪）
- りえむら（関西テレビ）
- 湯原信光GOLFラボ（テレビ大阪）
- 宮本和知の達人Major Golf（サンテレビ）
- ベリーベリーサタデー!（関西テレビ）
- ヴァーナル健康アワー〜美は食から〜（サンテレビ）
- 演歌百撰（関西放送制作・サンテレビ）※番組自体はBS11などで継続中
- シンプルスタイル（サンテレビ）
- 四朗・ピン子の夫婦劇場1〜3（TBS）
- ウラネタ芸能ワイド 週刊えみぃSHOW（読売テレビ）
- なるトモ!（読売テレビ）
- 南海パラダイス!（関西テレビ）
- 江連忠のGRADE.GOLF（サンテレビ）

## CM
- ヴァーナル
- 遊気創健美倶楽部
- 賃貸住宅サービス